# Медаль «За взятие приступом Варшавы»
Медаль «За взятие приступом Варшавы» — государственная награда Российской империи, учреждение которой было связано с восстанием 1830—1831 года в Царстве Польском.

## Основные сведения
Медаль «За взятие приступом Варшавы» предназначалась для награждения участников штурма Варшавы, который происходил с 25 августа (6 сентября) — 26 августа (7 сентября) 1831 года. Штурм Варшавы был частью подавления длительного польского восстания. Медаль учреждена по указу Николая I от 31 декабря 1831 (12 января 1832) года.

## Порядок награждения
Медалью награждали военнослужащих, принимавших участие в штурме Варшавы. Награждались генералы, офицеры, нижние чины, медики и священники, состоявшие при войсках. Согласно специальному императорскому указу, представлять к этой награде могли вплоть до 1 (13) января 1843 года.

## Описание медали
Серебряная медаль, диаметр 22 мм, 25 мм и 32 мм (варианты). На лицевой стороне медали изображён герб Российской империи, в центре которого находится порфира, увенчанная короной. На порфире изображён герб Польши (одноглавый орёл). Сверху, вдоль бортика медали, по дуге надпись: «ПОЛЬЗА ЧЕСТЬ И СЛАВА.». На оборотной стороне медали горизонтальная надпись в пять строк:
ЗА ВЗЯТІЕ
ПРИСТУПОМЪ
ВАРШАВЫ
25 и 26 АВГ
1831.
По окружности вдоль бортика — две лавровые ветви, соединённые лентой. Сверху изображён небольшой православный крест, окружённый сиянием.
Известен ряд вариантов государственного чекана, отличающихся диаметром и рядом мелких деталей.

## Порядок ношения
Медаль имела ушко для крепления к ленте. Носить медаль следовало на груди. Использовалась лента польского знака отличия за военное достоинство, который был включён в систему наград Российской империи для награждения солдат, подавлявших восстание в Польше, а прежде был польским орденом Virtuti Militari. Цвет ленты — тёмно-голубой, с чёрными краями (современная лента польского ордена Virtuti Militari несколько отличается).

## Изображения медали

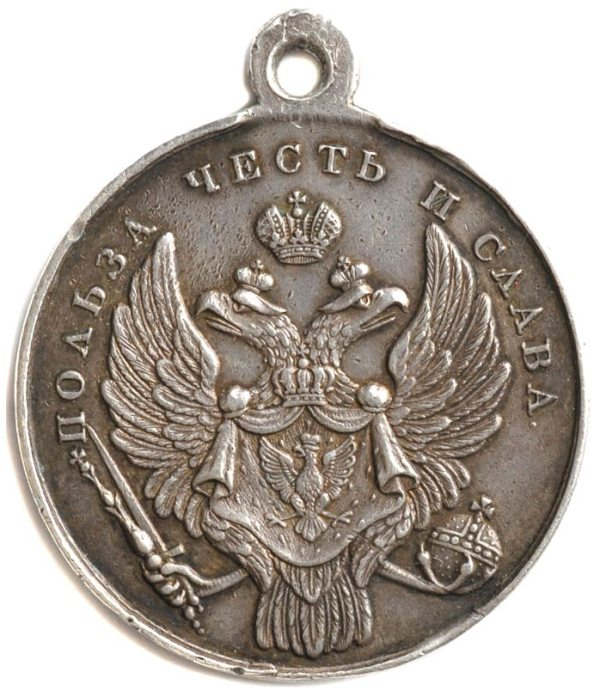
Аверс
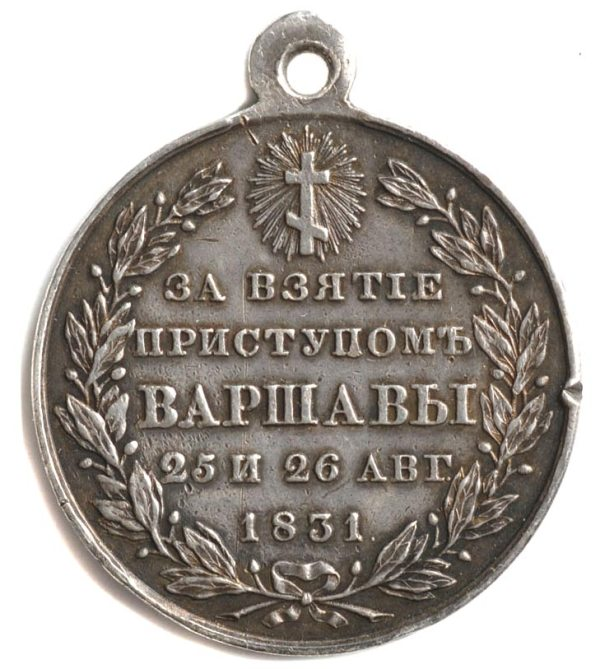
Реверс
Лента